# País d'Aspèth i Salias
El País d'Aspèth i Salias, (en occità: País d'Aspèth e Salias) és un parçan o comarca d'Occitània situada a la Gascunya. Les seves vil·les principals són Aspèth i Salias.
Segons la proposta de divisió territorial d'Occitània del diari Jornalet, basada en l'obra de Frederic Zégierman Le Guide des pays de France, el País d'Aspèth i Salias estaria ubicat a la regió de la Gascunya, subregió del Comenge.
Oficialment, les comunes del País d'Aspèth i Salias estan adscrites administrativament i situades al centre-est del departament francès de l'Alta Garona, a la regió administrativa d'Occitània.